# Escrignelles
Escrignelles is een gemeente in het Franse departement Loiret (regio Centre-Val de Loire) en telt 70 inwoners (2009). De plaats maakt deel uit van het arrondissement Montargis.

## Geografie
De oppervlakte van Escrignelles bedraagt 13,8 km², de bevolkingsdichtheid is dus 5,1 inwoners per km².
De onderstaande kaart toont de ligging van Escrignelles met de belangrijkste infrastructuur en aangrenzende gemeenten.

## Demografie
Onderstaande figuur toont het verloop van het inwonertal (bron: INSEE-tellingen).